# Gronchi rosa
Il Gronchi rosa è un francobollo emesso dall'Italia il 3 aprile 1961 per commemorare il viaggio del presidente della Repubblica Giovanni Gronchi in Sudamerica. Il corso di validità legale sarebbe dovuto iniziare il 6 aprile, data di partenza del presidente, ma la validità fu sospesa e il francobollo fu sostituito con il "Gronchi grigio".

## Descrizione
Il francobollo, del valore nominale di 205 lire e di colore rosa, riporta una carta geografica dell'America meridionale e fa parte di una serie di tre esemplari dedicati agli Stati visitati da Giovanni Gronchi: Argentina (170 lire), Uruguay (185 lire) e Perù (205 lire). Il valore facciale dei tre francobolli corrispondeva alla tariffa aerea al tempo vigente per inoltrare la corrispondenza nei rispettivi tre Stati sudamericani. La serie venne posta in vendita agli sportelli filatelici il lunedì di Pasqua del 3 aprile; tale coincidenza con una festività non creò la consueta affluenza agli uffici postali, per cui vennero vendute solamente 79 625 serie complete dei tre valori bollati fino al perentorio ordine di ritiro del francobollo incriminato, la sera stessa del giorno di emissione.
In particolare il Gronchi rosa evidenzia il Perù, ma ne indica i confini facendo riferimento ai confini precedenti la guerra con l'Ecuador del 1941-42. Di fatto, dopo questa guerra, il Perù si annetté un vasto territorio nel bacino del Rio delle Amazzoni e questa acquisizione è da allora rappresentata nelle carte geografiche; l'errore derivò dall'uso di un vecchio atlante geografico che fu fornito erroneamente al disegnatore Renato Mura. Il conflitto che oppose i due paesi latinoamericani esplose mentre in Europa infuriava la seconda guerra mondiale, ragion per cui ai più passò del tutto inosservato. L'atlante incriminato, fonte del grossolano errore confinario, era un atlante De Agostini del 1939, antecedente di qualche anno la guerra fra Perù ed Ecuador e pertanto recante una situazione geografico-politica antecedente il conflitto.

## Il ritiro
Fervevano i preparativi per l'imminente viaggio del Presidente della Repubblica Giovanni Gronchi in Sud America quando, il 3 aprile 1961 fu posta in vendita la serie filatelica commemorativa dell'evento. Ogni francobollo componente la serie mostrava sul lato destro la cartina geografica europea con l'Italia evidenziata in colore marcato, e sul sinistro il continente americano nel quale risaltava analogamente, con colore più scuro, il Paese sudamericano al quale si riferiva il relativo valore facciale. Fra i due continenti figurava - quale collegamento ideale - l'aereo presidenziale con la punta diretta proprio verso il continente americano. In breve, era pressoché impossibile non accorgersi del vistoso errore per coloro che conoscevano la geografia aggiornata.
La mattina del medesimo giorno di Pasquetta, l'ambasciatore peruviano in Italia, Alfonso Arias, si era procurato un serie dei tre francobolli commemorativi: egli si accorse dell'errore nel disegno, che suscitò le sue immediate proteste per il fatto che i confini errati escludevano la parte amazzonica che ormai apparteneva al Perù, anche se questa annessione era contestata dall'Ecuador, che ha sempre considerato questa zona come appartenente al proprio territorio. La distribuzione fu immediatamente sospesa dopo la vendita di 79 625 esemplari.
La mattina di martedì 4 aprile giunse l'ordine perentorio del Ministero delle poste e delle telecomunicazioni di ritirare dalla vendita il valore incriminato, di riconsegnare al Poligrafico i valori invenduti da destinarsi al macero o all'incenerimento e di sostituire i fogli bollati con un nuovo valore corretto che sarebbe stato consegnato alla vendita l'indomani, mercoledì 5 aprile. Il nuovo francobollo sarebbe risultato ugualmente valido, in quanto tutta la serie bollata avrebbe ricevuto la validità postale giovedì 6 aprile, in concomitanza con l'inizio del viaggio di Stato. Era, infatti, prevista l'affrancatura degli aerogrammi trasportati sull'aereo presidenziale e solo al fine di permettere a tutti, collezionisti e semplici cittadini aventi parenti in Sudamerica, di preparare per tempo un proprio aerogramma e inviarlo a Roma, dove sarebbe stato annullato con il timbro commemorativo e successivamente imbarcato sull'aereo presidenziale, fu consentita la vendita dei valori bollati con tre giorni d'anticipo.
Le Poste italiane tentarono di eliminare i francobolli, anche quelli già venduti. Si ordinò di coprire con una versione corretta (di colore grigio) gli esemplari già affrancati e spediti, intercettando la corrispondenza in una grandiosa operazione-lampo. Alcuni esemplari sfuggirono però all'operazione, diventando così il pezzo più ambito dai collezionisti filatelici italiani. Su quanti siano oggi gli esemplari in circolazione presso commercianti e collezionisti esistono opinioni contrastanti. Un comunicato ufficiale delle Poste del 1966 parla di 79 625 esemplari sfuggiti al ritiro, 90 dei quali conservati per i musei postali e 80 destinati a omaggi a diplomatici.

## Quotazioni

Rara busta viaggiata con il Gronchi Rosa ricoperto dal Gronchi grigio

Il clamore suscitato dalla vicenda provocò un immediato incremento dell'interesse verso la filatelia che raggiunse livelli di speculazione che collassarono qualche anno dopo con un crollo del mercato.
La quotazione è molto variabile, ma è nell'ordine di circa mille euro per il francobollo nuovo con la gomma integra e di circa cinquecento euro per i francobolli senza gomma che provengono dalle affrancature delle buste intercettate e ricoperte con il 205 grigio. Le buste con il Gronchi rosa ricoperto hanno una valutazione di mercato compresa tra i 600 e i 900 euro, variabile a seconda della qualità e conservazione della busta.
Per quei pochissimi valori che invece sono sfuggiti alle ricerche degli ufficiali postali e hanno viaggiato (e sono quindi stati regolarmente timbrati), si raggiungono quotazioni ragguardevoli che possono arrivare anche a 30 000 euro se hanno viaggiato sull'aereo del presidente Gronchi nel suo viaggio verso l'America Latina.

## Falsificazioni
Questo francobollo è stato oggetto di numerose falsificazioni. Alcune sono particolarmente accurate e furono ottenute decolorando alcuni foglietti di San Marino.